# Henry Briggs

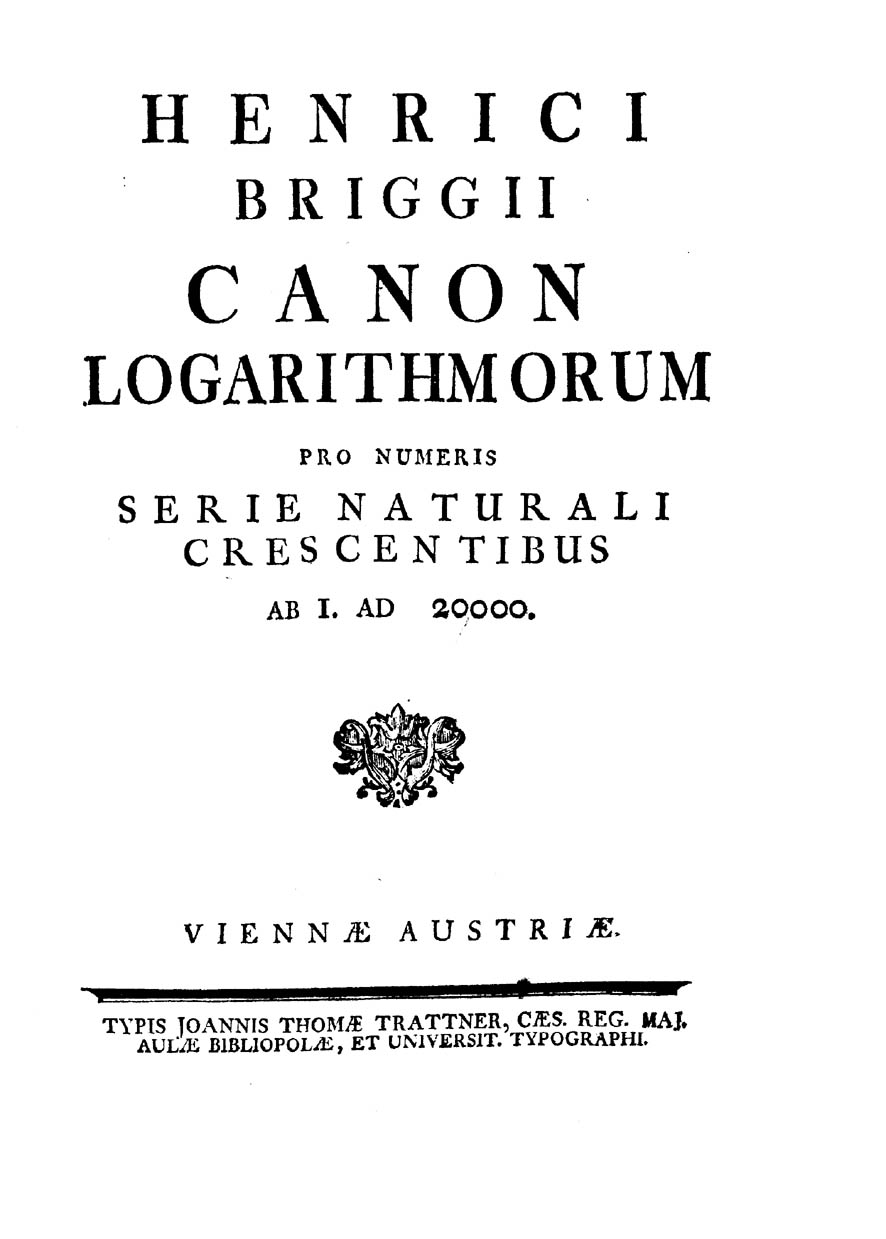
Canon logarithmorum

Henry Briggs (n. februarie 1561 – d. 26 ianuarie 1630) a fost un matematician englez, cunoscut pentru introducerea logaritmilor zecimali (sau vulgari).
A fost profesor de matematică la Universitatea din Oxford și de geometrie la Cambridge. La Marcheston (Scoția) îl cunoaște pe John Napier în 1615.
Meritul lui Briggs constă în faptul că logaritmii zecimali sunt mai ușor de utilizat în calculele practice.
Johannes Kepler și-a manifestat entuziasmul față de apariția logaritmilor.
De altfel, Briggs a fost un susținător al ideilor lui Kepler, în acest sens luptând împotriva astrologiei.
De asemenea, Briggs a promovat utilizarea acestui tip de logaritmi în Europa.

## Scrieri
- 1617: Logarithmorum chilias prima, primul tabel de logaritmi zecimali pentru numerele naturale până la 10.000, cu 14 zecimale
- 1624: Arithmetica logarithmetica: conține logaritmii numerelor întregi, cu 14 zecimale, cuprinse în intervalele: 1 - 20.000 și 90.000 - 100.000, tabele care au fost completate în 1627 de către Decker și Vlacq. În această lucrare apare calculul cu diferențe finite și interpolare.
- 1633: Trigonometria britanică, lucrare apărută post-mortem, cuprinde tabele logaritmice pentru sinus și tangentă, cu 10 zecimale și care au fost definitivate de Henry Gellibrand și Gonda, în sistem centezimal, punând baza acestui nou sistem de calcul.

1. 1 2  Henry Briggs (mathematician), SNAC, accesat în 9 octombrie 2017
2. 1 2 3 4 5 6  MacTutor History of Mathematics archive
3. ↑  MacTutor History of Mathematics archive, accesat în 22 august 2017
4. 1 2 3  IeSBE / Brigg ili Briggii, Ghenri[*] Verificați valoarea |titlelink= (ajutor)
5. ↑  Henry Briggs, Gran Enciclopèdia Catalana
6. ↑  „Henry Briggs”, Gemeinsame Normdatei, accesat în 27 aprilie 2014
7. ↑   https://link.springer.com/article/10.1007/BF03025285 Lipsește sau este vid: |title= (ajutor)
8. ↑   https://westoverfamilyhistory.org/fam/getperson.php?personID=I17882&tree=jsw Lipsește sau este vid: |title= (ajutor)
9. ↑  Autoritatea BnF, accesat în 10 octombrie 2015